# Grigol Vasadze
Grigol Vasadze (grúzul: გრიგოლ ვაშაძე; Tbiliszi, 1958. július 19.) grúz diplomata és politikus, 2008. december 10-től 2012 októberéig Grúzia külügyminisztere volt. Orosz állampolgársággal is rendelkezik, a grúz állampolgárságot csak 2007-ben kapta meg.
A moszkvai Nemzetközi Kapcsolatok Intézetében (MGIMO) tanult. 1981-ben végzett, ezt követően a Szovjetunió Külügyminisztériumában dolgozott, de mellette a nemzetközi joggal kapcsolatos posztgraduális tanulmányokat folytatott a Szovjet Diplomáciai Akadémián. Egy alkalommal az Egyesült Államok és a Szovjetunió között folyt START I tárgyalásokon a szovjet delegáció tagja volt.
1990–2008 között üzletemberként tevékenykedett (a Georgia Arts Management és a Gregory Vashadze and BR nevű cégeit vezette), ez idő alatt főként New Yorkban és Moszkvában tartózkodott. 2005-ben települt haza Grúziába. 2008 februárjában Davit Bakradze külügyminiszter helyettesévé nevezték ki. Bakradze posztjáról történt távozása után, áprilisban rövid ideig ügyvivő külügyminiszterként tevékenykedett, majd a május 5-én hivatalban lépett Ekaterine Tkeselasvili mellett is helyettesként dolgozott. A 2008. novemberi grúz kormányátalakítás következményeként Vasadzét 2008. november 2-án kulturális, sport és kulturális örökségvédelmi miniszterré nevezték ki. Ezt a posztot december 10-ig töltötte be, amikor a december 5-én felmentett Tkeselasvili helyére külügyminiszternek nevezték ki. Az orosz állampolgársággal is rendelkező Vasadze kinevezését többen az Oroszországgal fenntartott viszony normalizálására irányuló grúz szándék megnyilvánulásaként értékelték. 2012 októberéig töltötte be a külügyminiszteri tisztséget, a 2012-es kormányváltást követően utóda Maia Pandzsikidze lett.

## Magánélete
Vasadze nős, felesége Nino Ananiasvili ismert grúz balett-táncos, a Grúz Nemzeti Balett vezetője. Házasságukból két gyermek született. Angolul, franciául, olaszul, oroszul, portugálul és spanyolul beszél.

## Külső hivatkozások
- Grigol Vasadze életrajza a grúz külügyminisztérium honlapján (angolul)